# Campionat internacional d'esgrima de 1935
El Campionat internacional d'esgrima de 1935 fou la tretzena edició de la competició que en l'actualitat es coneix com a Campionat del Món d'esgrima. Es va disputar a Lausana.

## Resultats

### Resultats femenins
| Proves            | Or                                                                               | Plata                                                                                        | Bronze                                                        |
| Floret individual | Ilona Elek                                                                       | Ellen Preis                                                                                  | Jenny Addams                                                  |
| Floret per equips | HongriaErna Bogáti · Ilona Elek · Margit Elek · Györgyné Rozgonyi · Ilona Vargha | ÀustriaElisabeth Grasser · Hilde Misof · Ellen Preis · Frieda von Gregurich · Fritzi Wenisch | AlemanyaHedwig Haß · Henni Jüngst · Olga Oelkers · Leni Oslob |

## Medaller
| Posició | País     | Or | Plata | Bronze | Total |
| 1       | Hongria  | 4  | 1     | 2      | 7     |
| 2       | França   | 2  | 2     | 0      | 4     |
| 3       | Itàlia   | 1  | 2     | 2      | 5     |
| 4       | Suècia   | 1  | 1     | 0      | 2     |
| 5       | Àustria  | 0  | 2     | 0      | 2     |
| 6       | Alemanya | 0  | 0     | 3      | 3     |
| 7       | Bèlgica  | 0  | 0     | 1      | 1     |
| Total   | Total    | 8  | 8     | 8      | 24    |